# Micropterix mansuetella
Micropterix mansuetella és una espècie d'arna de la família Micropterigidae. Va ser descrita per Zeller, l'any 1844.
És una espècie que es distribueix per tot el nord, l'est, centre i oest d'Europa (inclòs el Regne Unit i Irlanda). El cas més meridional és l'est del Tirol a Àustria.
Té una envergadura de 3.4-3.9 mm pels mascles i de 3.8-4.2 mm les femelles.